# Piédestaux de Biahmu

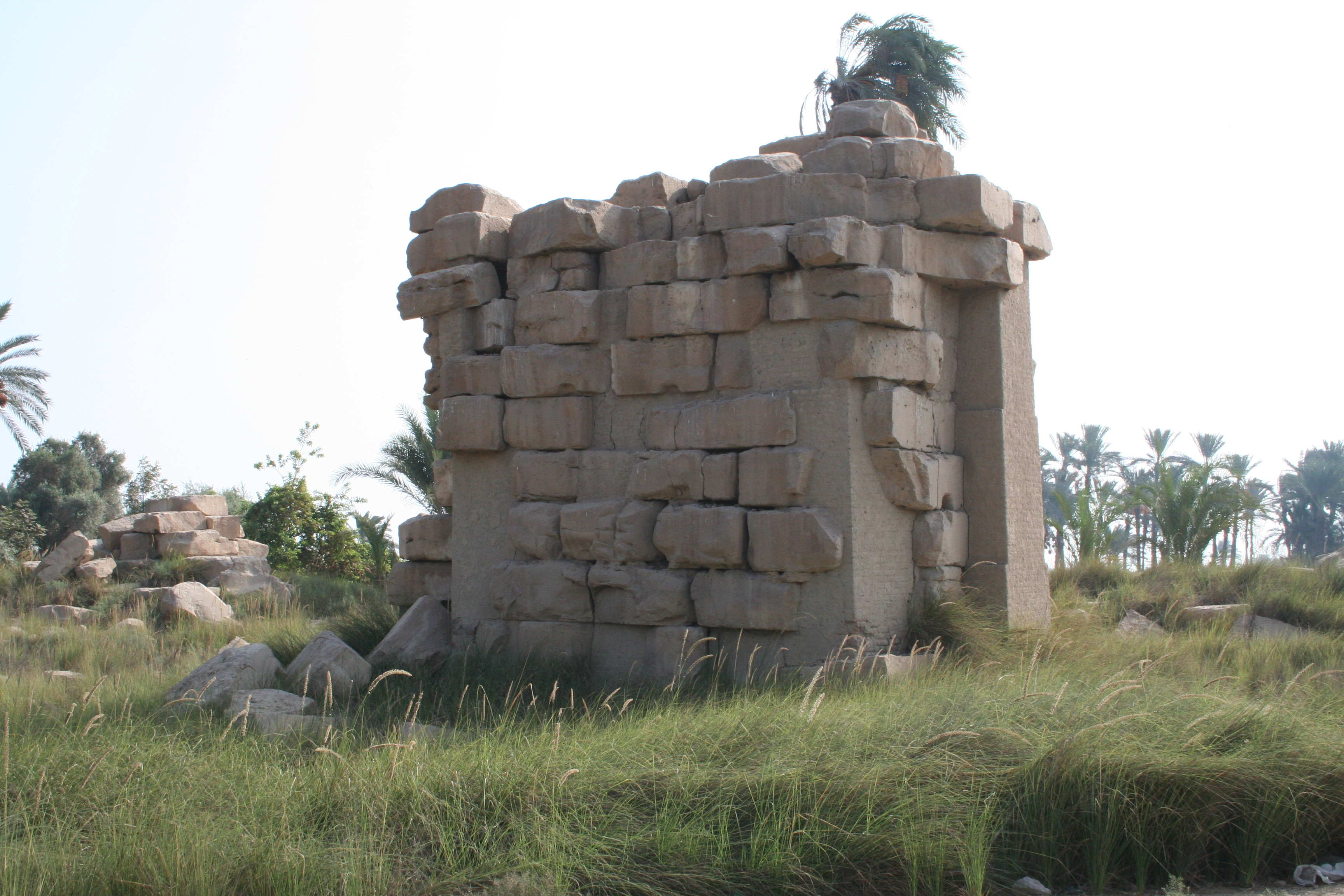
Un des piédestaux de Biahmu.

Les piédestaux de Biahmu (également orthographié Biyahmū) sont les vestiges des bases de deux statues colossales érigées par le pharaon Amenemhat III. Les ruines, qui se trouvaient autrefois sur la rive du lac Moéris, sont situées dans l'oasis du Fayoum, à 6,4 km au nord de la ville de Médinet el-Fayoum. Aujourd'hui, les statues ont disparu et seules leurs bases ont survécu.

## Appellations
Les piédestaux sont parfois appelés les « Colosses de Biahmu » ou les « Pyramides de Biahmu »,. Les ruines sont également connues localement sous le nom d'Al-Ṣanam (lالصنم), qui signifie en arabe « l'Idole ». Historiquement, les ruines ont également été appelées en arabe Haram Biyahmū (« Pyramides de Biahmu »), Rigl Pharaon (« Le pied du pharaon ») et Mustuhamel (« La baignée »).

## Histoire

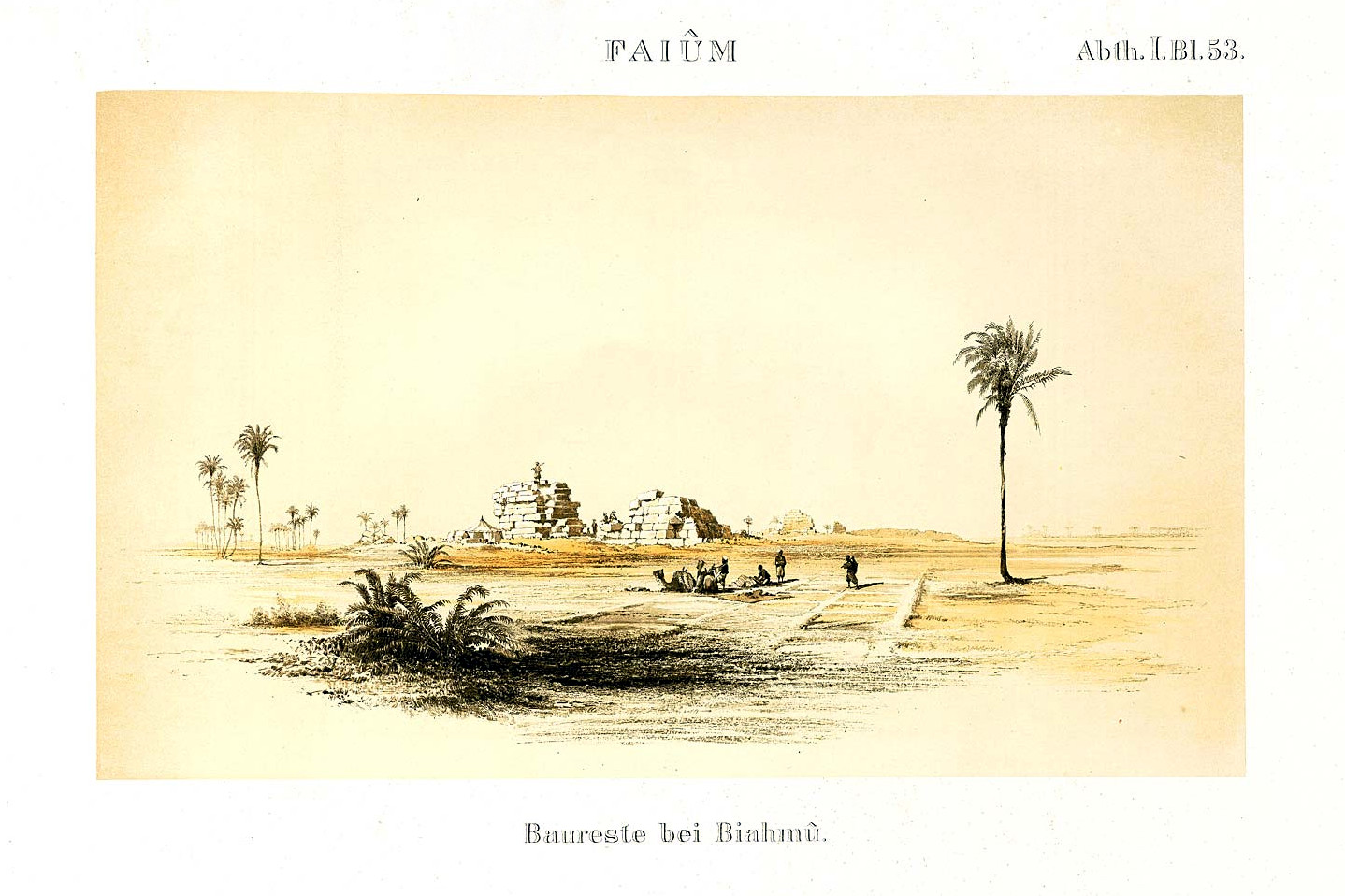
Un dessin des ruines réalisé par Karl Richard Lepsius en 1849.

La première mention des statues se trouve dans l'œuvre de l'historien grec Hérodote, qui affirme dans ses Histoires que 

« au centre du lac Moéris se dressent deux pyramides, s'élevant à cinquante brasses au-dessus de la surface de l'eau, et s'étendant aussi loin en dessous, couronnées chacune d'une statue colossale assise sur un trône »

— Hérodote.
L'affirmation d'Hérodote selon laquelle les statues s'élevaient à cinquante brasses au-dessus du lac est presque certainement grossièrement gonflée. De plus, étant donné l'impossibilité de construire des pyramides dans l'eau, l'égyptologue britannique William Matthew Flinders Petrie émet l'hypothèse qu'Hérodote a écrit au sujet de ces statues à une époque où la région avait été inondée. Des affirmations similaires à celles d'Hérodote ont été reprises plus tard par Diodore de Sicile, et Pline l'Ancien,.
En 1245, l'écrivain arabe Abu Osman el-Nabulsi el-Safadi rapporte que les sommets des deux statues ont été partiellement détruits lors de la recherche de prétendus trésors,,. En 1672, le théologien Johann Michael Vansleb écrit qu'il ne peut distinguer que les restes d'une seule des deux statues, et lorsque l'écrivain anglais Richard Pococke visite le site en 1737, seules les bases subsistent,. Au XIXe siècle, William Matthew Flinders Petrie étudie le site, tout comme Labib Habachi dans les années 1940. Habachi apporte la preuve que les statues avaient été élevées par Amenemhat III, et Petrie affirme que chacune d'elles mesurait à l'origine dix-huit mètres de haut et était entourée d'une cour avec des murs à talus. Sur les socles étaient sculptées les représentations des quarante-deux nomes de l'Égypte antique. Les statues se trouvaient autrefois sur une chaussée longeant le lac Moéris. Entre elles se trouvait une route qui menait à la ville antique d'Arsinoé (c'est-à-dire Crocodilopolis),.